# Кафе Англе
Кафе Англе (фр. Café Anglais; французское произношение: [kafe ɑ̃ɡlɛ], английское кафе) — известный французский ресторан, расположенный на углу бульвара Итальянцев и рю де Мариво в Париже, Франция.

## История
Ресторан был открыт в 1802 году. Свое название он получил в честь Амьенского договора — мирного соглашения между Англией и Францией.
Первоначально клиентами ресторана были возчики и прислуга, но позже его стали часто посещать актёры и меценаты близлежащего Оперного театра. В 1822 году новый владелец Поль Шёврёй (Paul Chevreuil) превратил его в модный ресторан, известный блюдами из жареного и приготовленного на гриле мяса. Наивысшей популярностью ресторан пользовался, когда его шеф-поваром стал Адольф Дюглере (Adolphe Dugléré) (до 1848 года он был шеф-поваром в семье Ротшильдов). С этого времени ресторан стали посещать богатые парижане и аристократы.

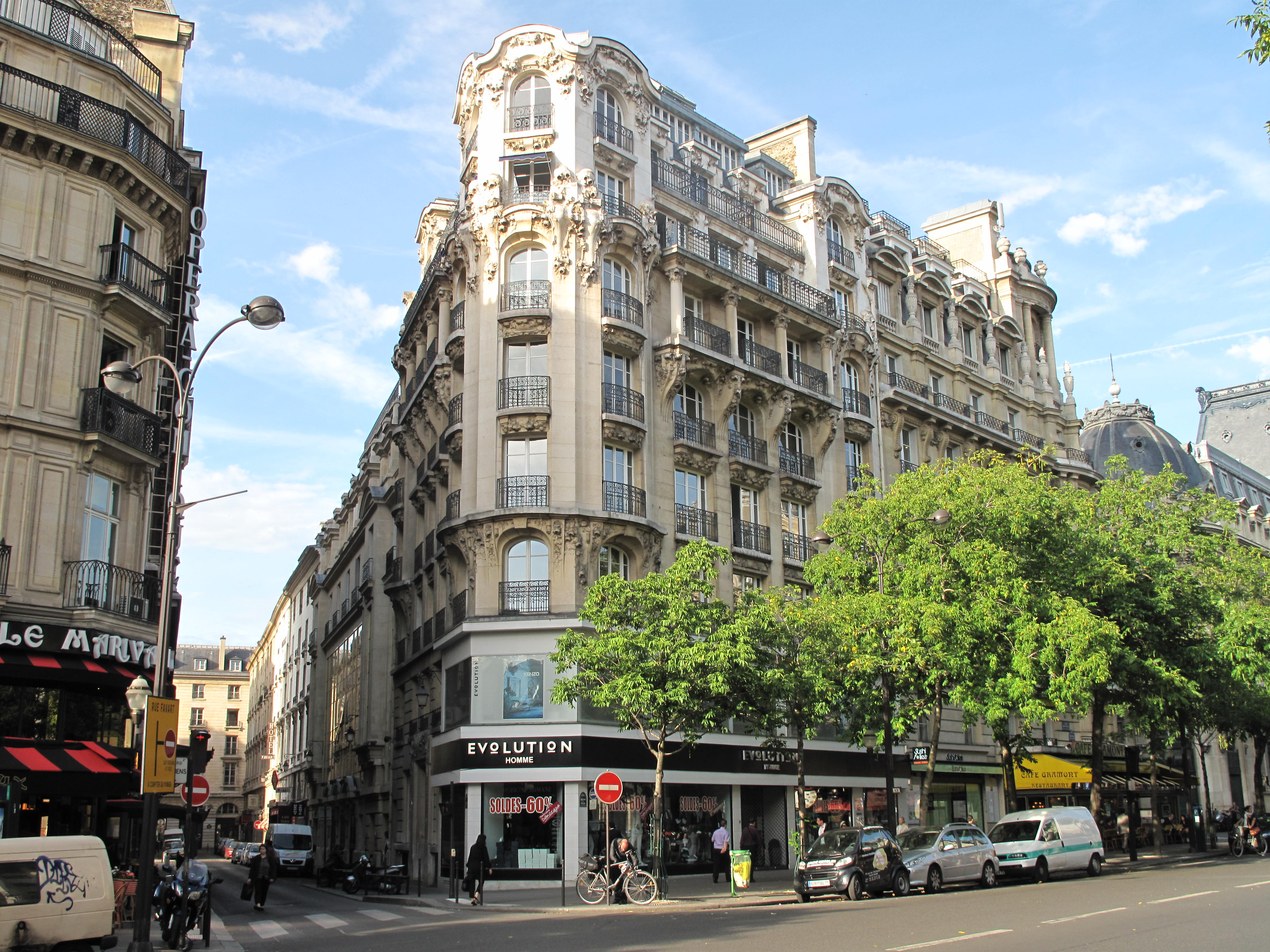
Нынешнее здание бывшего ресторана

Снаружи шестиэтажное здание ресторана было выполнено в строгом стиле, однако его помещение было обставлено мебелью из красного и орехового дерева, а зеркала украшены патиновой позолотой.
Рецепты шеф-повара Дюглере включали в себя суп Germiny, названный в честь главы банка Франции, графа Жермини. Дюглере также создал блюдо под названием «Картофель Анна», по общему мнению, названное в честь знаменитой куртизанки Второй империи Анны Делион (Anna Deslions). На Всемирной выставке 1867 года в Париже существовало меню ресторана под названием «Ужин трёх императоров» в честь царя Александра II, кайзера Вильгельма I и Отто фон Бисмарка.
Ресторан часто посещал Стендаль: «Trois soupers par semaine au Café Anglais et je suis au courant de ce qui se dit à Paris» («Три ужина в неделю в кафе Англе, и я знаю, о чём говорят в Париже». Его завсегдатаями были писатели Альфред де Мюссе, Александр Дюма и Эжен Сю. В последние годы Второй империи (1852—1870) это был самый известный ресторан в Европе.
Ресторан был закрыт в 1913 году. Его здание перестроено в стиле модерн.

## В культуре
Ресторан упоминается в книге Оноре де Бальзака «Отец Горио», в десятой главе книги Гюстава Флобера «Воспитание чувств», в романе Эмиля Золя «Нана», в рассказе Ги де Мопассана «Драгоценности» (Les Bijoux), у Марселя Пруста в «В поисках утраченного времени», у Умберто Эко в «Пражском кладбище», у Элис Б. Токлас в «Поваренной книге», у Генри Джеймса в «Портрете Леди»,  в романе Эдварда Резерфорда «Париж». В рассказе Карен Бликсен «Пир Бабетты» действующее лицо Бабетта Херсант была шеф-поваром в ресторане кафе «Кафе Англе», перед тем как уехать в Данию.